# До Тхи Ань Нгует
До Тхи Ань Нгует (вьет. Đỗ Thị Ánh Nguyệt; род. 15 января 2001, Văn Lâm, Хынгйен) — вьетнамская лучница, выступающая в соревнованиях в стрельбе из олимпийского лука. Участница Олимпийских игр 2020 года.

## Биография
До Тхи Ань Нгует родилась 15 января 2001 года.

## Карьера
До Тхи Ань Нгует первоначально занималась баскетболом, выступала на клубном уровне. В 2017 году она решила заняться стрельбой из лука по предложению тренеров. Нгует вспоминала, что сначала вид для неё был чуждым, но затем показался привлекательным.
В 2019 года она выступила на первом этапе Кубка Азии в Бангкоке, где достигла четвертьфинала. На чемпионате мира в Хертогенбосе в индивидуальном первенстве стала 57-й, проиграв уже в первых матчах, а в командном турнире вьетнамские спортсменки завершили соревнования в 1/16 финала. На чемпионате Азии в Бангкоке она дошла до 1/16 финала в личном турнире, а в команде стала пятой.
На Олимпийские игры 2020 года, перенесённые из-за пандемии коронавируса на год и ставшие для До Тхи Ань Нгует первыми, она попала по итогам квалификационного отбора в Бангкоке в 2019 году, на котором заняла третье место. В Токио До Тхи Ань Нгует стала 49-й в рейтинговом раунде. В первом раунде женского индивидуального первенства вьетнамская лучница попала на Рэн Хаякаву из Японии. Матч потребовал перестрелки при счёте 5:5 по сетам, и японка оказалась точнее (8:7).